# 平塚日菜
平塚 日菜（ひらつか ひな、2000年8月14日 - ）は、日本のモデル、女性アイドルグループ・原宿駅前パーティーズ「ふわふわ」、「パーティーズ」のメンバー。静岡県出身。ライジングプロダクション所属。

## 略歴
2013年、第21回ピチモオーディションに合格し、雑誌『ピチレモン』専属モデルとなる。　
2015年8月24日、原宿駅前ステージグランドオープン。同ステージへ出演のため結成された原宿駅前パーティーズを構成する4チームの一つ「ふわふわ」のメンバーとして活動開始。同年11月1日、12月号をもって休刊するピチレモンの最後のイベント『Pichile ファイナルパーティー supported by Mc Sisiter』が開催され、ピチモとして参加。
2017年4月、子供向け番組『ポンキッキーズ』が前身番組からリニューアルスタートし、浅野杏奈と共に「二代目シスターラビッツ」として出演。ウサギの着ぐるみで歌とダンスを演じる。また、レギュラーモデルを経て、伊藤小春と共に『LOVE berry VOL.7』より同誌専属モデルへ昇格。
2022年8月からは同学年でもある田谷菜々子、遠藤みゆ、前述の伊藤小春と共に「パーティーズ」を結成し、活動を開始した。

## 人物
- 米穀店を営む家に生まれる[10][11]。
- 小学校5年生のころ友人とともに市民ミュージカルに出演したことを契機に、宝塚歌劇団への入団を望むようになった[4]。
- ピチモオーディションの書類選考通過後、ジャージ姿で中学校を下校中にライジングプロダクション（当時：ヴィジョンファクトリー）のマネージャーにスカウトされる[4]。
- 憧れの芸能人は、モデルとしてデビュー後、女優としても活躍している小松菜奈である[12]。
- チーズが好き。ハンバーグやミートソースパスタのチーズトッピングも好む[13]。

## 出演

### テレビ
- ポンキッキーズ（2017年4月2日 - 2018年3月25日、BSフジ） - シスターラビッツとして出演[14]
- コピンクス COSMOS（2017年8月13日、静岡朝日テレビ）[15]
- 採用!フリップNEWS（2017年9月5日、中京テレビ）[16]
- 浜ちゃんが!（2017年9月28日、読売テレビ）[17]
- DA DA ダンス（2018年8月28日・9月4日、フジテレビ） - 山内寧々と共に娘役として出演[18][19]
- 痛快TV スカッとジャパン（2018年9月24日、フジテレビ） - 「神ティーチャースカッと」のコーナーに出演[20][21]
- レンアイ漫画家（2021年4月8日 - 6月17日、フジテレビ） - 田中みのり 役
- にぶんのいち夫婦（2021年6月3日 - 7月29日、テレビ東京） - 三浦香住（高校時代）役
- 24時間テレビ ドラマスペシャル『生徒が人生をやり直せる学校』（2021年8月21日、日本テレビ） - 斎藤日菜 役[22]
- 遊戯配信（2022年4月6日 - 、TOKYO MX）- アシスタント
- ケイジとケンジ、時々ハンジ。 第7話（2023年5月25日、テレビ朝日） - 千葉あかり 役
- 週末旅の極意〜夫婦ってそんな簡単じゃないもの〜（2023年7月6日 - 8月24日、テレビ東京） - 佐々木彩奈 役[23]
- 五十嵐夫妻は偽装他人（2025年1月9日 - 、テレビ東京） - 山中彩花 役[24]

### 舞台
- Cutie Honey Emotional（2020年2月6日 - 9日、サンシャイン劇場） - ラブリーハニー 役[25]

### イベント
- Pichile ファイナルパーティー supported by Mc Sisiter（2015年11月1日、イトーヨーカドー木場店）

## 書籍

### 雑誌
- ピチレモン（2013年7月号 - 2015年12月号、学研プラス） - 専属モデル
- LOVE berry（2017年4月 - 、徳間書店） - 専属モデル

### 写真集
- HINA（2019年9月27日、ワニブックス、撮影：中山雅文）ISBN 978-4-8470-8235-1